# Biduanda
Biduanda is een geslacht van vlinders van de familie Lycaenidae, uit de onderfamilie Theclinae.

## Soorten
- B. bangkaiensis Ribbe, 1926
- B. cinesoides De Nicéville, 1889
- B. elsa Swinhoe
- B. hewitsoni Druce, 1895
- B. imitata Druce, 1895
- B. inexpectata Ribbe, 1926
- B. kheili Elwes
- B. melisa (Hewitson, 1869)
- B. nania Hewitson
- B. nicevillei Doherty, 1889
- B. scudderii Doherty, 1889
- B. similis Druce, 1895
- B. thaenia Druce, 1895
- B. thesmia (Hewitson, 1863)